# بين بيرسون (رجل أعمال)
بين بيرسون (بالإنجليزية: Ben Pearson)‏ هو شخصية أعمال أمريكي، ولد في 16 نوفمبر 1898، وتوفي في 2 مارس 1971.